# Charles Gmelin
Charles Henry Stuart Gmelin (* 28. Mai 1872 in Krishnanagar, Indien; † 12. Oktober 1950 in Oxford, Oxfordshire) war ein britischer Leichtathlet, der bei den Olympischen Spielen 1896 in Athen Dritter im 400-Meter-Lauf wurde (55,6 s) – hinter den beiden US-Amerikanern Thomas Burke und Herbert Jamison. Im 100-Meter-Lauf schied er im dritten Vorlauf aus.
Charles Gmelin wurde als Sohn eines christlichen Missionars in Indien geboren. Er kam als Schulpflichtiger nach England und wurde an den besten Schulen Oxfords ausgebildet. Später wurde er Direktor der Freshfields School in Oxford. Gmelin spielte Fußball und Cricket für Oxfordshire.

## Erfolge
| Olympische Spiele | Disziplin                   | Medaille |
| ----------------- | --------------------------- | -------- |
| Athen 1896        | 400-Meter-Lauf (Ergebnisse) | Bronze * |

* Bei diesen Olympischen Spielen wurden für den dritten Platz noch keine Medaillen vergeben.